# جزء ممتص
الجزء الممتصّ هو قياس التلوّث ويمكن استعماله في تحديد الأثر الصحي البيئي لمصدر التلوّث.
الجزء الممتصّ هو نسبة كتلة الملوّثات الّتي تمّ استنشاقها أو ابتلاعها إلى كتلة الملوّثات المنبعثة. تقليدياً, فقد استخدم العلماء وصنّاع السياسة مفهوم المصدر الموجّه لتقليل الآثار الصحية الناجمة عن التلوّث. ذلك بأنّهم حدّدوا أكبر المنتجين للملوّثات المختلفة وعملوا على تخفيض كميّة الملوّثات المنبعثة.
تقييم التعرض ,أيضاً يشار إليه بتحليل التعرّض، هو علم المستقبل الموجّه، والممارسون في هذا المجال يركّزون على مصادر الملوّثات الّتي تنتُج في التعرّض البشري الأكبر. يمكن استخدام المبادئ نفسها لتقييم أثر الملوّثات على الكائنات الغير بشرية، لكن كعظم محلّلين التعرّض يركزون على البشر.

## تعريف
الجزء الممتص هو الكتلة الكليّة للملوّثات الّتي تمّ ابتلاعها أو استنشاقها من قبل جميع الأشخاص الّذين تعرّضوا خلال فترة زمنية معينة، للكتلة الكلية للملوثات المنبعثة. الجزء الممتص يمكن تقسيمه إلى المكوّنات التي تحدّد مصدر الملوّثات المعيّن، الطريق, الوسائل، والسكان الثانويين من الأشخاص المتعرّضين. على سبيل المثال، صنّاع السياسة قد يكونون مهتمّين بمجموع كتلة الزئبق المنبعث من مولد كهربائي محدّد يعمل بحرق الفحم الذي يتمّ ابتلاعه من قبل السكان الذين يعيشون تحت خط الفقر في مدينة واحدة محدّدة.
رياضياً, الجزء الممتص يمكن أن يمثّل بكتلة الملوّثات المأخوذة مقسوم على كتلة الملوّثات المنبعثة:
الجزء الممتص = كتلة الملوثات المأخوذة (جُمعت على كلّ الأشخاص المتعرّضين) / كتلة الملوثات المنبعثة

## تقدير الجزء الممتص
القياس المباشر للجزء الممتص سيكون ممكناً إلى حدّ معقول في حالات محدّدة جداً, وبنطاق ضيّق . على سبيل المثال، القياس المباشر لأول أكسيد الكربون من مدفأة صغيرة في منزل صغير مع ثلاثة مقيمين يمكن تحقيقه إذا استخدم كل من المقيمين جهاز CO شخصي. معظم حالات الاهتمام معقّدة جداً للقياس المباشر ويتم استخدام نماذج لتقدير الجزء الممتص. النماذج تأخذ في الاعتبار كتلة الملوثات المنبعثة من المصدر، المسافة الأفقيّة والعمودية بين نقطة النبعاث والأشخاص المتعرضين، الظروف الجوية للمصادر الموجودة في الهواء الطلق، عدد الأشخاص المتعرضين، ووقت التعرّض لهؤلاء الأشخاص.

## تطبيقات
الأثر الصحي لمصدر ملوثات يمكن أن يمثّل بواسطة منتج الكتلة الكليّة للملوثات المنبعثة، الجزء الممتص من الملوثات، وسميّة الملوثات. في شكل معادلة:
الأثر الصحي = الكتلة الكلية المنبعثة * الجزء الممتص * السمية
صنّاع السياسة يمكنهم استخدام الجزء الممتص من مصادر مختلفة للملوثات لتحديد المصدر الذي سينتج العائد الأكبر على الاستثمار لتخفيض الملوثات. على سبيل المثال، منشأة التنقيب عن النفط قد تبعث كتلة ملوثات أكثر بكثير من محطّة الوقود. ومع ذلك، إذا كان التنقيب عن النفط يقع على رصيف يبعد 10 أميال عن الشاطئ ومحطّة الوقود في منطقة حضريّة، عندئذٍ أشخاص قليلون جداً سيتعرضون للملوّثات المنبعثة. تخفيض صغير جداً في الانبعاثات من محطة الوقود قد ينتج تخفيض أكبر في الأثر الصحي من التخفيض الكبير في رصيف النفط .
صنّاع السياسة قد يهتمّون أيضاً بمقارنة الجزء الممتص بين المجموعات المختلفة ضمن السكان لتقييم العدالة البيئية . على سبيل المثال، قد يكون من المهم تحديد الجزء الممتص لسكان المدينة ذوي الدخل المنخفض مقابل سكان المدينة ذوي الدخل المرتفع.

## وصلات خارجية
•	http://eetd.lbl.gov/ie/ وزارة الطاقة الأمريكية , قسم تقنيات الطاقة البيئي، قسم البيئة الداخلي.
•	http://en.opasnet.org/w/Main_Page .المعهد الوطني للصحة والرعاية الاجتماعية، فنلندا